# دون ماكدونل
دون ماكدونل (بالإنجليزية: Don McDonnell)‏ (مواليد 28 يوليو 1933) هو ملاكم أسترالي، مثّل بلاده في الألعاب الأولمبية الصيفية 1952.

## روابط خارجية
- دون ماكدونل على موقع بوكس ريك (الإنجليزية) (registration required)
- دون ماكدونل على موقع أوليمبيديا (الإنجليزية)
- دون ماكدونل على موقع اللجنة الأولمبية الأسترالية (الإنجليزية)